# Draba amplexicaulis
Draba amplexicaulis är en korsblommig växtart som beskrevs av Adrien René Franchet. Draba amplexicaulis ingår i släktet drabor, och familjen korsblommiga växter. Inga underarter finns listade i Catalogue of Life.